# Walid Nassar
Walid Nassar (arabisch وليد نصار, DMG Walīd Naṣṣār; * 1968 im Distrikt Jbeil, Gouvernement Libanonberg) ist ein libanesischer Bauingenieur. Seit September 2021 ist er Tourismusminister in der Regierung Nadschib Miqati.
Walid Nassar ist Bauingenieur und Geschäftsmann, der zuvor in Saudi-Arabien und den Vereinigten Arabischen Emiraten gearbeitet hat. Von 2013 bis 2016 war er auch Präsident des libanesischen Basketballverbandes. Nassar gehört der maronitischen Bevölkerungsgruppe an.